# Tihany ostroma
Tihany ostroma 1534. november 1. és november 10. között zajlott, a Magyar belháború részeként. Ekkor Szalaházi Tamás püspök visszafoglaltatta Tihanyt Szapolyai János seregeitől.

## Előzmény
Tihanyt, Sümeggel és Veszprémmel együtt Szapolyai török–magyar serege vette be még 1533-ban. A katonák eredetileg a még ezen helységek környékét is dúló, egyik király pártjára sem álló Móré László ellen vonultak Várpalota alá, azzal viszont nem elégedtek meg, hogy Mórét kiiktatták, hanem a I. Ferdinánd pártján álló Szalaházi püspököt is megtámadták.

## Ostrom
Szalaházi a következő évben szervitorait Nagy Ferencet és Devecseri Chóron Andrást küldte Tihany visszavételére. Tihanyt két Szapolyai-párti várnagy, Szörényi Mihály és Csemperdi Miklós védte. Kilencnapi védekezés után a várnagyok bejelentették, hogy megadják magukat. Szalaházi emberei 200 forint váltságdíj ellenében elengedték őket, s az őrség vagyonát és fegyverét magával vihette.
A visszafoglalást követően Chóron 16 gyalogost és 24 lovast tartott a várban, amelyeknek zsoldját az apátsági birtok jövedelme állta.

## Következmények
Tihany visszafoglalása után Bakith Pál kisebb erőkkel megszállta a Bakonyban egy apátságot, ami úgy is lakatlanul állt. Ez megerősítve biztosította a Pápa és Várpalota közti utat.